# Otto Kirchheimer
Otto Kirchheimer (Heilbronn, 11 de novembro de 1905 – Nova Iorque, 22 de novembro de 1965) é considerado um dos maiores constitucionalistas alemães. Trabalhou na Alemanha, França e Estados Unidos.

## Vida
Entre 1912 e 1924, Kirchheimer freqüenta a escola em Heilbronn, Heidelberg e Ettenheim. A seguir, estuda Direito e Sociologia em Munique, Colônia, Berlim e Bonn. Em 1928, Kirchheimer conclui sua graduação com o título de Doutor (Dr. jur., magna cum laude) pela Universidade de Bonn, apresentando o trabalho “Acerca da teoria do Estado do Socialismo e Bolchevismo”. Em Bonn, Kirchheimer era conhecido como o “preferido” de Carl Schmitt.
Já em sua juventude, Kirchheimer adere ao socialismo, tornando-se mais tarde membro do Partido Socialista Alemão (PSD).
Entre 1930 e 1933, Kirchheimer é colaborador do periódico social-democrata ’A Sociedade’ (Die Gesellschaft) e docente de Ciências Políticas na Escola técnica de comércio de Berlim. Entre 1932 e 1933, trabalha também como advogado em Berlim.
Durante a República de Weimar, o jovem Kirchheimer trava contato com a polêmica sobre a relação entre a estrutura social e a constituição. Num pequeno livro de 1930 bastante discutido, “Weimar e o que vem depois? Elaboração e situação atual da Constituição de Weimar" Kirchheimer diz que a constituição de Weimar não é voltada para o futuro.
Junto com Ernst Fraenkel e Franz L. Neumann, Kirchheimer permanece próximo do publicista conservador Carl Schmitt. Em 1932, Kirchheimer publica um artigo intitulado “Legalidade e Legitimidade” no periódico socialista A Sociedade. Em 1933 rompe com Carl Schmitt e se instala em Paris.
Em 1937, diante da expansão da Alemanha nazista, ele imigrou com a esposa e filha para os Estados Unidos, trabalhando como pesquisador e professor em várias instituições, inclusive colaborando com serviços secretos estadunidenses como especialista da Alemanha.
Faleceu de ataque cardíaco em 22 de novembro de 1965.

## Obra
- Weimar und was dann?  ("Weimar e o que vem depois"), 1930
- Grenzen der Enteignung ("Limites da Desapropriação"), 1930
- Punishment and Social Structure ("Punição e Estrutura Social"), com George Rushe, 1939
- The Government of Eastern Germany ("O Governo da Alemanha Oriental"), 1950
- Political Justice ("Justiça Política"), 1961
- Politik und Verfassung ("Política e Constituição"), 1964
- Politische Herrschaft – Fünf Beiträge zur Lehre vom Staat ("Poder Político - Cinco Contribuições para a Teoria do Estado"), coletânea de artigos de 1967
- Funktionen des Staats und der Verfassung – 10 Analysen ("Funções do Estado e da Constituição - 10 Análises"), coletânea de artigos de 1972
- Von der Weimarer Republik zum Faschismus: Die Auflösung der demokratischen Rechtsordnung ("Da República de Weimar ao Fascismo: a Dissolução da ordem jurídica democrática"), coletânea de artigos de 1976.
- Gesammelte Schriften. v 1: ''Recht und Politik in der Weimarer Republik'', editor Hubertus Buchstein, Baden-Baden 2017, ISBN 978-3-8487-3928-8.
- Gesammelte Schriften. v 2: ''Faschismus, Demokratie und Kapitalismus'', editores Hubertus Buchstein e Henning Hochstein, Baden-Baden 2018, ISBN 978-3-8487-4732-0.
- Gesammelte Schriften. v 3: ''Kriminologische Schriften'', editores Hubertus Buchstein e Lisa Klingsporn, Baden-Baden 2019, ISBN 978-3-8487-4733-7.

## Escritos sobre o autor
- Riccardo Bavaj: Otto Kirchheimers Parlamentarismuskritik in der Weimarer Republik. Ein Fall von „Linksschmittianismus“? In: Vierteljahrshefte für Zeitgeschichte. Bd. 55 (2007), H. 1, S. 33–51 (PDF-Datei).
- Roland Czada: „Hersteller politischer Analysen“. Zur Aktualität von Werk und Person Otto Kirchheimers. Ein Tagungsbericht. In: Journal für Sozialforschung. Jg. 26 (1986), H. 1, S. 107–113 (PDF-Datei; 95 kB).
- Raffaele Laudani (Hrsg.): Secret Reports on Nazi Germany. The Frankfurt School Contribution to the War Effort. Mit Beiträgen von Franz Neumann, Herbert Marcuse und Otto Kirchheimer. Vorwort von Raymond Geuss. Princeton University Press, Princeton 2013, ISBN 978-0-691-13413-0.
- Wolfgang Luthardt, Alfons Söllner (Hrsg.): Verfassungsstaat, Souveränität, Pluralismus. Otto Kirchheimer zum Gedächtnis. Westdeutscher Verlag, Opladen 1989, ISBN 3-531-12025-5.
- Volker Neumann: Verfassungstheorie politischer Antipoden: Otto Kirchheimer und Carl Schmitt. In: Kritische Justiz. 1981, H. 14, S. 31 ff.
- Robert Christian van Ooyen, Frank Schale (Hrsg.): Kritische Verfassungspolitologie. Das Staatsverständnis von Otto Kirchheimer (= Staatsverständnisse. Bd. 37). Nomos, Baden-Baden 2011, ISBN 978-3-8329-5404-8.
- Samuel Salzborn: Kirchheimer, Otto. In: Rüdiger Voigt, Ulrich Weiß (Hrsg.): Handbuch Staatsdenker. Steiner, Stuttgart 2010, S. 210 f. (PDF-Datei).
- Frank Schale: Zwischen Engagement und Skepsis. Eine Studie zu den Schriften von Otto Kirchheimer. Nomos, Baden-Baden 2006, ISBN 3-8329-2255-5.
- Ernst C. Stiefel, Frank Mecklenburg: Deutsche Juristen im amerikanischen Exil (1933–1950). Mohr, Tübingen 1991, ISBN 3-16-145688-2.